# 福格爾斯山

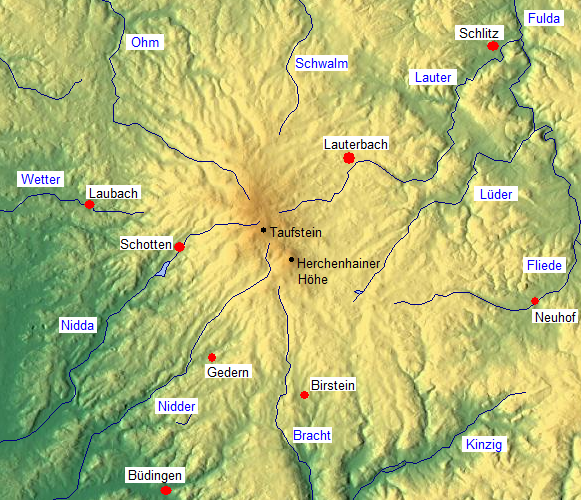

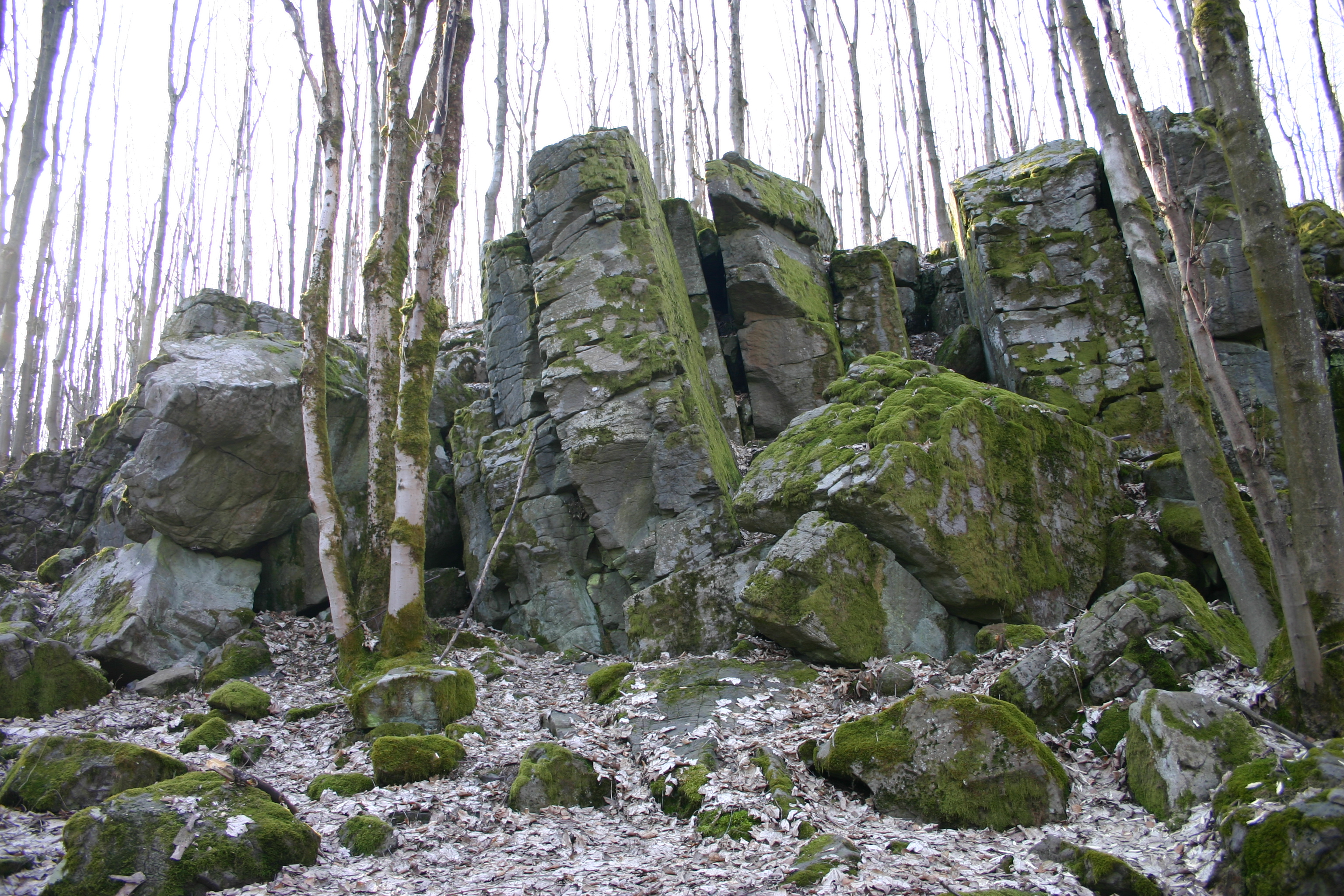

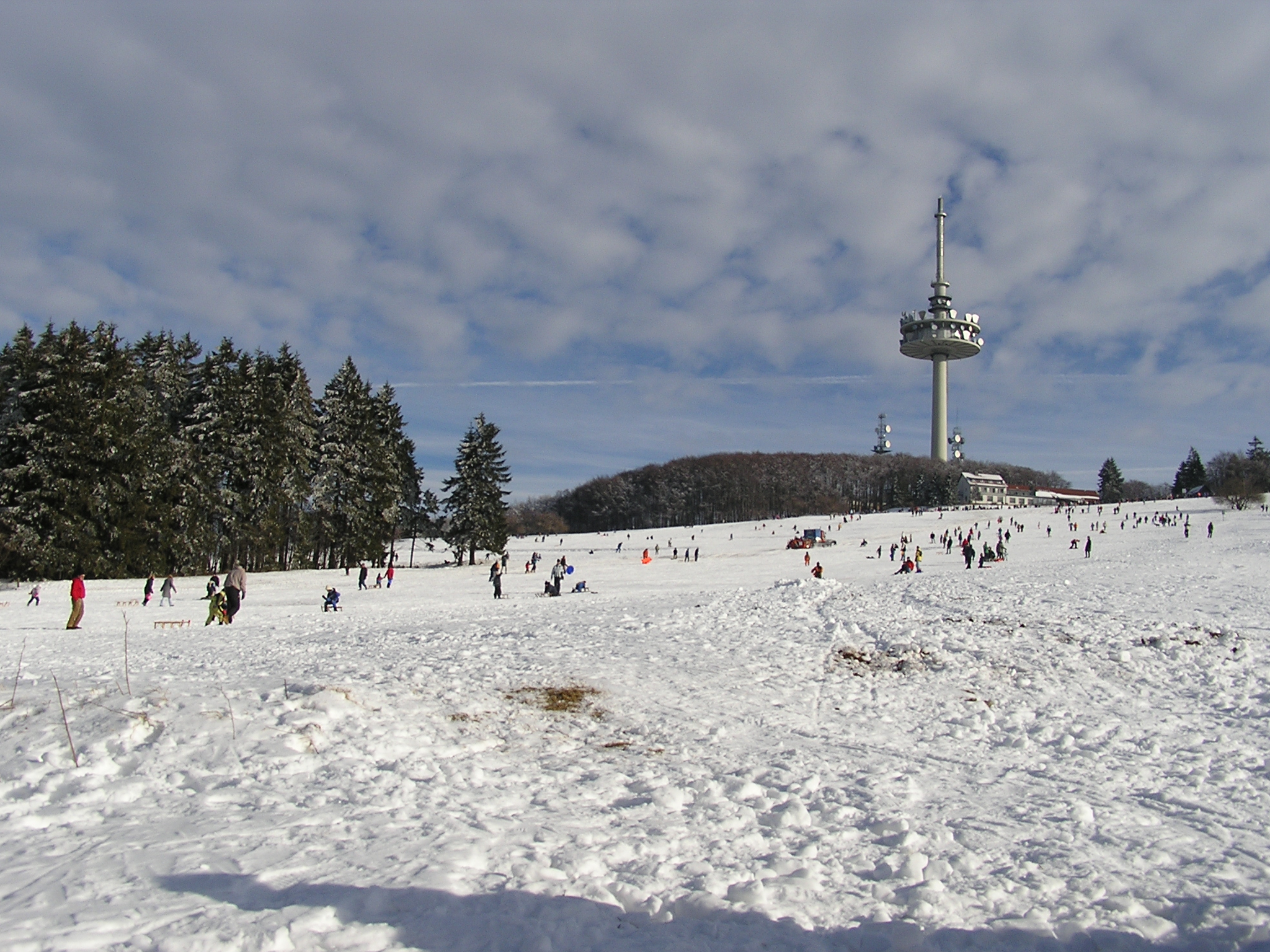

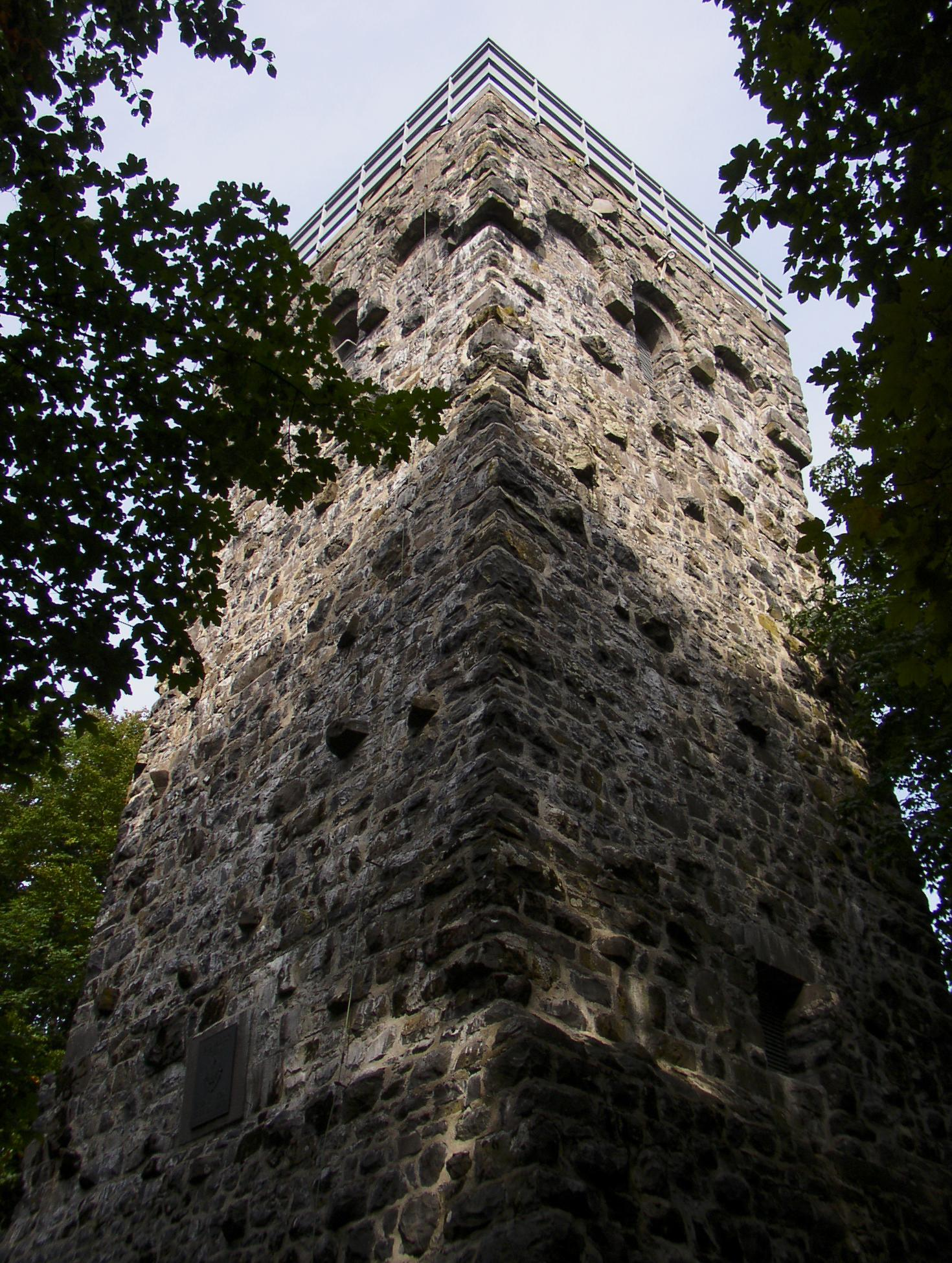

福格爾斯山（德語：Vogelsberg，發音：[ˈfoːɡl̩sˌbɛʁk] ⓘ）是德國黑森州的山脈，位於美因河畔法蘭克福東北60公里，山體在1900萬前年左右形成，最高點海拔高度773米。
50°32′N 9°14′E / 50.533°N 9.233°E

## 外部連結
- in German, return of the Eurasian Lynx （页面存档备份，存于）